# Épisodes de Hostages
Cet article présente le guide des épisodes de la série télévisée américaine Hostages.

## Distribution

### Acteurs principaux
- Toni Collette : Ellen Sanders
- Dylan McDermott : Duncan Carlisle
- Tate Donovan : Brian Sanders
- Sandrine Holt : Sandrine Gonzales
- Rhys Coiro : Kramer Delaney
- Billy Brown : Archer Petit
- Quinn Shephard : Morgan Sanders
- Mateus Ward (en) : Jake Sanders
- James Naughton : Président Kincaid

### Acteurs récurrents et invités
- Mary Elizabeth Mastrantonio : Mary Kincaid, première dame des États-Unis
- Hilarie Burton : Samantha, maîtresse et assistante de Brian Sanders
- Francie Swift : Nina, femme de Duncan
- Joanne Kelly : Vanessa Moore, sœur de Mary Kincaid
- Paul Calderon : Secret Service Agent Stan Hoffman
- Jim True-Frost : Secret Service Agent Logan
- Brian J. White : Colonel Thomas Blair
- Jeremy Bobb : Quentin Creasy
- Lola Cook : Sawyer Carlisle, fille de Duncan et Nina
- Larry Pine : Burton Delaney, père de Nina, et beau-père de Duncan
- Tyler Elliott Burke : Boyd Norton, petit-ami de Morgan

## Épisodes

### Épisode 1:Opération à hauts risques
- États-Unis /  Canada : 23 septembre 2013 sur CBS[1] / CTV
- Belgique : 1er mai 2014 sur La Une[2]
- France : 26 juin 2014 sur TF1[3]
- Québec : 25 aout 2014 sur AddikTV[4]

- États-Unis : 7,41 millions de téléspectateurs[5] (première diffusion)
- Canada : 1,21 million de téléspectateurs[6] (première diffusion)
- France : 4,89 millions de téléspectateurs[7] (première diffusion)

- Kate Burton (Mary Kincaid)
- Jeremy Bobb (Quentin Creasy)
- Marquis Rodriguez (Kevin)
- Lola Cook (Sawyer)
- Tyler Elliot Burke (Boyd)
- Lauren Kelly (Amelia)
- Larry Pine (Burton Delaney)
- Kevyn Morrow (Police Captain)
- Greg Brostrom (Janitor/Security Guard)
- Montego Glover (Lena)
- Leo Minaya (Nico)
- Harriett Foy (Nurse Delores)
- Nicholas Calhoun (Reporter # 1)
- Raushanah Simmons (Reporter # 2)
- Mark Doherty (Thug Leader)
- Josiah Nolan (Thug # 2)
- Iris Delgado (TV Reporter)
- Harry Sutton Jr. (Reporter # 3)
- Kenita Miller (Whimpering Woman)
- Sandra Mitchell Bobal (News Anchor)

### Épisode 2:Erreur médicale
- États-Unis /  Canada : 30 septembre 2013 sur CBS / CTV
- Belgique : 1er mai 2014 sur La Une
- France : 26 juin 2014 sur TF1
- Québec : 1er septembre 2014 sur AddikTV

- États-Unis : 5,96 millions de téléspectateurs[8] (première diffusion)
- France : 4,3 millions de téléspectateurs[7] (première diffusion)

- Hilarie Burton (Samantha)
- Jeremy Bobb (Quentin Creasy)
- Lola Cook (Sawyer)
- Larry Pine (Burton Delaney)
- Paul Calderon (Stan Hoffman)
- Toni Trucks (Angela Nix)
- Jim True-Frost (Logan)
- Lauren Kelly (Amelia)
- Robert Eli (Irritating Guy)
- Martin Sola (Secret Service Agent # 1)
- Philip Hernandez (FBI Agent)
- Garth Kravits (Polygraph Expert)
- Debra Kay Anderson (Mrs. Watson)
- Veronica Dang (Assistant)
- Gavin-Keith Umeh (Malik)

### Épisode 3:Première Faille
- États-Unis /  Canada : 7 octobre 2013 sur CBS / CTV
- Belgique : 1er mai 2014 sur La Une
- France : 26 juin 2014 sur TF1
- Québec : 8 septembre 2014 sur AddikTV

- États-Unis : 5,22 millions de téléspectateurs[9] (première diffusion)
- France : 4 millions de téléspectateurs[7] (première diffusion)

- Jeremy Bobb (Quentin Creasy)
- Larry Pine (Burton Delaney)
- Hilarie Burton (Samantha)
- Mary Elizabeth Mastrantonio (First Lady)
- Lola Cook (Sawyer Carlisle)
- Tyler Elliott Burke (Boyd)
- Paul Calderon (Agent Hoffman)
- Ali Farahnakian (Dr. Jim Miller)
- Bhavesh Patel (Journalist)
- Matthew Schatz (Male Colleague)
- John-Patrick Driscoll (Man)
- Samantha Ives (Mother)
- Alexander Cenese (Nico)
- Napiera Groves (Press Secretary)
- Happy McPartlin (PTA Mom # 1)
- Hunter Emery (Sniper)
- Evan Wolf (Student)
- Magaly Colimon (Teacher)
- Allyson Morgan (Assistant)

### Épisode 4:Tentative d'évasion
- États-Unis /  Canada : 14 octobre 2013 sur CBS / CTV
- Belgique : 8 mai 2014 sur La Une
- France : 26 juin 2014 sur TF1
- Québec : 15 septembre 2014 sur AddikTV

- États-Unis : 5,16 millions de téléspectateurs[10] (première diffusion)
- France : 3,6 millions de téléspectateurs[7] (première diffusion)

- Hilarie Burton (Samantha)
- Francie Swift (Nina)
- Paul Calderon (Stan Hoffman)
- Toni Trucks (Angela)
- Kevin Prowse (Security Guard)
- Nancy Nagrant (Nurse Reed)
- Melissa Maxwell (Lillith)
- Matthew Schatz (Male Colleague)
- Jill Abramowitz (Realtor)
- Marquis Rodriguez (Kevin)
- Eric Schroeder (Pawnbroker)
- Robert McKay (Agent Seabury)
- Tonya Pinkins (Beth Nix)

### Épisode 5:Fin de sursis
- États-Unis /  Canada : 21 octobre 2013 sur CBS / CTV
- Belgique : 8 mai 2014 sur La Une
- France : 3 juillet 2014 sur TF1
- Québec : 22 septembre 2014 sur AddikTV

- États-Unis : 5,16 millions de téléspectateurs[11] (première diffusion)
- France : 4 millions de téléspectateurs[12] (première diffusion)

- Jeremy Bobb (Quentin Creasy)
- Larry Pine (Burton Delaney)
- Hilarie Burton (Samantha)
- Mary Elizabeth Mastrantonio (First Lady)
- Lola Cook (Sawyer Carlisle)
- Tyler Elliott Burke (Boyd)
- Toni Trucks (Angela)
- Tyler Elliot Burke (Boyd)
- Tom Greer (Male Station Attendant)
- Derek Peith (Bus Driver)
- Jared Johnston (Cop # 1)
- Li Jun Li (Attractive Woman)
- Dana Ashbrook (Victor)
- Jermel Howard (Tattoo Dude)
- Matthew Lawler (Private Detective)

### Épisode 6:Élément perturbateur
- États-Unis /  Canada : 28 octobre 2013 sur CBS / CTV
- Belgique : 8 mai 2014 sur La Une
- France : 3 juillet 2014 sur TF1
- Québec : 29 septembre 2014 sur AddikTV

- États-Unis : 4,9 millions de téléspectateurs[13] (première diffusion)
- France : 3,54 millions de téléspectateurs[12] (première diffusion)

- Nina Arianda (Lauren)
- Paul Calderon (Hoffman)
- Jim True-Frost (Logan)
- Melanie Nicholls-King (Dr. Marsh)
- Royce Johnson (Agent Graham Adams)
- Dana Ashbrook (Victor)
- Andy Powers (Charlie Andrews)
- Jonathan C. Kaplan (Blue Blazer Man Martin Hayes)
- Jorge Humberto Hoyos (Dr. Rowley)
- Graham Powell (Randall Burke)

### Épisode 7:Mauvais Atout
- États-Unis /  Canada : 4 novembre 2013 sur CBS / CTV
- Belgique : 15 mai 2014 sur La Une
- France : 3 juillet 2014 sur TF1
- Québec : 6 octobre 2014 sur AddikTV

- États-Unis : 4,79 millions de téléspectateurs[14] (première diffusion)
- France : 3,42 millions de téléspectateurs[12] (première diffusion)

- Lauren Kelly (Amelia)
- James Hindman (Priest)
- Phil Nee (Principal)
- Miriam Hyman (Nancy)
- Germar Terrell Gardner (Correctional Officer Miller)
- John Mondin (Guard)
- Kevin McCormick (Murphy)
- Graham Powell (Randall)
- Jason Altman (Security Officer)
- Jeremy Sample (Ray)
- Ed Moran (Detective Fritz)
- Angel Rosa (Detective #1)

### Épisode 8:À l'origine du complot
- États-Unis /  Canada : 11 novembre 2013 sur CBS / CTV
- Belgique : 15 mai 2014 sur La Une
- France : 3 juillet 2014 sur TF1
- Québec : 13 octobre 2014 sur AddikTV

- États-Unis : 4,53 millions de téléspectateurs[15] (première diffusion)
- France : 3 millions de téléspectateurs[12] (première diffusion)

- Paul Calderon (Hoffman)
- Jeremy Bobb (Creasy)
- Jim True-Frost (Logan)
- Larry Pine (Burton)
- Brian J. White (Blair)
- Joanne Kelly (Vanessa)
- Larry Mitchell (Detective Peter Hall)
- Stewart J. Zully (Detective Connors)
- Tom Kemnitz, Jr. (Medical Tech)
- Danielle Slavick (Nurse Karen)
- Harriet Foy (Nurse Delores)
- Erica Camarano (Nurse # 3)
- Joseph Melendez (Suit)

### Épisode 9:La Grande Révélation
- États-Unis /  Canada : 18 novembre 2013 sur CBS / CTV
- Belgique : 15 mai 2014 sur La Une
- France : 10 juillet 2014 sur TF1
- Québec : 20 octobre 2014 sur AddikTV

- États-Unis : 4,54 millions de téléspectateurs[16] (première diffusion)
- France : 3,4 millions de téléspectateurs[17] (première diffusion)

- Paul Calderon (Hoffman)
- Jeremy Bobb (Creasy)
- Francie Swift (Nina)
- Jim True-Frost (Logan)
- Brian J. White (Blair)
- Joanne Kelly (Vanessa)
- Duke Lafoon (Dr Kagan)
- Allyson Morgan (Creasy's secretary)
- Montego Glover (Lena)
- Sharrieff Pugh (Herman "Hip" Walker)
- Josh Banks (Lab Tech)
- Tim Ransom (Dr Hank Evans)
- Lizzy Brooks (Teenage Girl)

### Épisode 10:Un lourd fardeau
- États-Unis /  Canada : 25 novembre 2013 sur CBS / CTV
- Belgique : 22 mai 2014 sur La Une
- France : 10 juillet 2014 sur TF1
- Québec : 27 octobre 2014 sur AddikTV

- États-Unis : 4,62 millions de téléspectateurs[18] (première diffusion)
- France : 3,1 millions de téléspectateurs[17] (première diffusion)

- Jim True-Frost (Logan)
- Larry Pine (Burton)
- Mary Elizabeth Mastrantonio (Mary Kincaid)
- Brian J. White (Blair)
- Joanne Kelly (Vanessa)
- Frank Deal (John Norton)
- Maureen Mueller (Kate)
- Richard Hughes (Man, Kate's Husband)
- Michael Winther (Carson)
- Nicholas J. Coleman (Young Burton)
- Bret Lada (Young Kincaid)
- Patrick Cummings (Sniper)
- Alex Manette (Ted Jankowski)

### Épisode 11:Mission de sauvetage
- États-Unis /  Canada : 2 décembre 2013 sur CBS / CTV
- Belgique : 22 mai 2014 sur La Une
- France : 10 juillet 2014 sur TF1
- Québec : 3 novembre 2014 sur AddikTV

- États-Unis : 4,51 millions de téléspectateurs[19] (première diffusion)
- Canada : 1,167 million de téléspectateurs[20] (première diffusion + différé 7 jours)
- France : 2,7 millions de téléspectateurs[17] (première diffusion)

- Jim True-Frost (Logan)
- Larry Pine (Burton)
- Hilarie Burton (Samantha)
- Lola Cook (Sawyer)
- Brian J. White (Blair)
- Joanne Kelly (Vanessa)
- Maureen Mueller (Kate)
- Jeremiah Zinger (Wilson, ND Agent)
- Patrick Cummings (Shooter)
- John Palladino (Driver)
- Alex Manette (Jankowski)
- Brady Smith (VP Grant)

### Épisode 12:Droit de vie ou de mort
- États-Unis /  Canada : 9 décembre 2013 sur CBS / CTV
- Belgique : 22 mai 2014 sur La Une
- France : 10 juillet 2014 sur TF1
- Québec : 10 novembre 2014 sur AddikTV

- États-Unis : 4,69 millions de téléspectateurs[21] (première diffusion)
- Canada : 1,068 million de téléspectateurs[22] (première diffusion + différé 7 jours)
- France : 2,5 millions de téléspectateurs[17] (première diffusion)

- Francie Swift (Nina)
- Jim True-Frost (Logan)
- Larry Pine (Burton)
- Lola Cook (Sawyer)
- Brian J. White (Blair)
- Joanne Kelly (Vanessa)
- Larry Mitchell (Detective Hall)
- Montego Glover (Lena)
- Samuel Traylor (Uni)
- Tonya Glanz (Nicole)
- Matthew Blumm (Cop # 1)
- Nick Chinlund (Detective Miller)
- Jay O. Sanders (Lynn Shipley)
- Timothy Adams (Jack Cahill)
- Stephen Friedrich (Young Man)
- Michelle Liu Coughlin (Nurse)

### Épisode 13:Plan de secours
- États-Unis /  Canada : 16 décembre 2013 sur CBS / CTV
- Belgique : 29 mai 2014 sur La Une
- France : 17 juillet 2014 sur TF1
- Québec : 17 novembre 2014 sur AddikTV

- États-Unis : 5,09 millions de téléspectateurs[23] (première diffusion)
- Canada : 1,132 million de téléspectateurs[24] (première diffusion + différé 7 jours)
- France : 2,94 millions de téléspectateurs[25] (première diffusion)

- Francie Swift (Nina Carlisle)
- Jim True-Frost (Logan)
- Larry Pine (Burton Delaney)
- Mary Elizabeth Mastrantonio (Mary Kincaid)
- Lola Cook (Sawyer)
- Brian J. White (Blair)
- Joanne Kelly (Vanessa)
- Mark Thudium (Steve)
- Chance Kelly (Billy Collins)
- Kevin Yamada (Agent)
- Bronson Picket (Doctor)
- Jeremiah Zinger (Agent Wilson)
- Michael Pemberton (Boone)
- Brady Smith (Vice President Jay Grant)
- Ross DeGraw (Man in Hat)

### Épisode 14:Monnaies d'échange
- États-Unis /  Canada : 6 janvier 2014 sur CBS[26] / CTV
- Belgique : 29 mai 2014 sur La Une
- France : 17 juillet 2014 sur TF1
- Québec : 24 novembre 2014 sur AddikTV

- États-Unis : 5,07 millions de téléspectateurs[27] (première diffusion)
- France : 2,7 millions de téléspectateurs[25] (première diffusion)

- Francie Swift (Nina Carlisle)
- Jim True-Frost (Logan)
- Mary Elizabeth Mastrantonio (Mary Kincaid)
- Lola Cook (Sawyer)
- Brian J. White (Blair)
- Joanne Kelly (Vanessa)
- Larry Pine (Burton Delaney)
- Jeremiah Zinger (Agent Wilson)
- Kevin Yamada (Agent Santos)
- Ali Farahnakian (Doctor)
- Danielle Slavick (Nurse)
- Scott Burik (Armed Man #1)
- Mark Thudium (Steve)
- Chance Kelly (Billy Collins)
- Benton Greene (Secret Service Agent)
- Iris Delgado (TV Reporter)
- Kevin Coubal (Junior Agent)
- Vincent Rodriguez III (Aide)
- Brennan Taylor (ND Agent)
- Tim Ransom (Dr Hank Evans)

### Épisode 15:Fin de la partie
- États-Unis /  Canada : 6 janvier 2014 sur CBS[26] / CTV
- Belgique : 29 mai 2014 sur La Une
- France : 17 juillet 2014 sur TF1
- Québec : 1er décembre 2014 sur AddikTV

- États-Unis : 4,69 millions de téléspectateurs[27] (première diffusion)
- France : 2,8 millions de téléspectateurs[25] (première diffusion)

- Francie Swift (Nina Carlisle)
- Jim True-Frost (Logan)
- Mary Elizabeth Mastrantonio (Mary Kincaid)
- Lola Cook (Sawyer)
- Brian J. White (Blair)
- Joanne Kelly (Vanessa)
- Larry Pine (Burton Delaney)
- Jeremiah Zinger (Agent Wilson)
- Kevin Yamada (Agent Santos)
- Ali Farahnakian (Doctor)
- Danielle Slavick (Nurse)
- Scott Burik (Armed Man #1)
- Mark Thudium (Steve)
- Chance Kelly (Billy Collins)
- Benton Greene (Secret Service Agent)
- Iris Delgado (TV Reporter)
- Kevin Coubal (Junior Agent)
- Vincent Rodriguez III (Aide)
- Brennan Taylor (ND Agent)
- Tim Ransom (Dr Hank Evans)

## Audiences aux États-Unis
| N° d'épisode | Titre original         | Titre français            | Chaîne | Date de diffusion originale | Audience (en millions de téléspectateurs) | Pdm sur les 18-49 ans |
| ------------ | ---------------------- | ------------------------- | ------ | --------------------------- | ----------------------------------------- | --------------------- |
| 1            | Pilot                  | Opération à hauts risques | CBS    | 23 septembre 2013           | 7.41                                      | 1.8                   |
| 2            | Invisible Leash        | Erreur médicale           | CBS    | 30 septembre 2013           | 5.96                                      | 1.5                   |
| 3            | Power of Persuasion    | Première faille           | CBS    | 7 octobre 2013              | 5.22                                      | 1.2                   |
| 4            | 2:45 PM                | Tentative d'évasion       | CBS    | 14 octobre 2013             | 5.16                                      | 1.2                   |
| 5            | Truth and Consequences | Fin de sursis             | CBS    | 21 octobre 2013             | 5.16                                      | 1.2                   |
| 6            | Sister's Keeper        | Élément perturbateur      | CBS    | 28 octobre 2013             | 4.90                                      | 1.2                   |
| 7            | Hail Mary              | Mauvais atout             | CBS    | 4 novembre 2013             | 4.79                                      | 1.1                   |
| 8            | The Good Reason        | À l'origine du complot    | CBS    | 11 novembre 2013            | 4.53                                      | 1.1                   |
| 9            | Loose Ends             | La grande révélation      | CBS    | 18 novembre 2013            | 4.54                                      | 1.0                   |
| 10           | Burden of Truth        | Un lourd fardeau          | CBS    | 25 novembre 2013            | 4.62                                      | 1.1                   |
| 11           | Off the Record         | Mission de sauvetage      | CBS    | 2 décembre 2013             | 4.51                                      | 1.1                   |
| 12           | The Cost of Living     | Droit de vie ou de mort   | CBS    | 9 décembre 2013             | 4.69                                      | 1.1                   |
| 13           | Fight or Flight        | Plan de secours           | CBS    | 16 décembre 2013            | 5.09                                      | 1.2                   |
| 14           | Suspicious Minds       | Monnaies d'échange        | CBS    | 6 janvier 2014              | 5.07                                      | 1.1                   |
| 15           | Endgame                | Fin de la partie          | CBS    | 6 janvier 2014              | 4.69                                      | 1.0                   |